# Isabel Jeans
Isabel Jeans (Londres, 16 de septiembre de 1891 – Ibidem 4 de septiembre de 1985) fue una actriz teatral y cinematográfica de nacionalidad británica conocida, entre otros trabajos, por sus actuaciones en varias películas dirigidas por Alfred Hitchcock.

## Carrera
Nacida en Londres, Inglaterra, Jeans empezó su carrera en el teatro londinense en 1909, a los 18 años de edad. Unas de sus primeras actuaciones teatrales en el circuito de Broadway de Nueva York tuvieron lugar en la obra The Man Who Married a Dumb Wife en enero de 1915 y como Titania en El sueño de una noche de verano en febrero de ese mismo año. También fue Lady Mercia Merivale en el éxito musical representado en Londres Kissing Time (1919). Otras obras teatrales en las que actuó fueron la pieza de James Elroy Flecker Hassan, representada en el Her Majesty's Theatre en 1923 y The Rat, de Ivor Novello, llevada a escena en 1924 en el Prince of Wales de Londres. Al año siguiente participó en la pieza de Richard Brinsley Sheridan The Rivals, en el Teatro Lyric en Hammersmith, trabajando en compañía de Claude Rains.
Jeans continuó actuando en el medio teatral a lo largo de toda su carrera, tanto en los teatros del West End como en el circuito de Broadway, representando obras de Antón Chéjov, Jean Anouilh, Noël Coward, T.S. Eliot, Oscar Wilde, o William Shakespeare, entre otros dramaturgos.
Como actriz cinematográfica tuvo papeles de importancia en dos filmes mudos de Alfred Hitchcock, Downhill (1927) y Easy Virtue (1928). Posteriormente encarnó a grandes damas en películas rodadas en Hollywood, entre ellas la de Hitchcock Suspicion (1941), y otras como Banana Ridge (1942), Gigi (1958) y A Breath of Scandal (1960).

## Vida personal

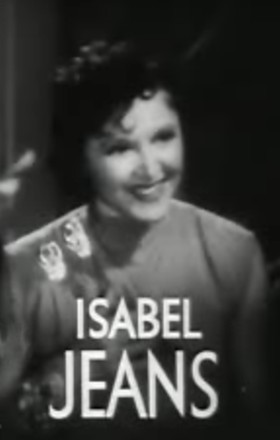
En Tovarich (1937)

El hermano de Jeans, Desmond Jeans, fue actor y boxeador; su hermana Ursula Jeans llegó a ser una considerada actriz de carácter, casándose con el también intérprete Roger Livesey.
Jeans se casó dos veces. Sus maridos fueron los actores Claude Rains (1913 - 1915) y Gilbert "Gilley" Wakefield (1920 - 1963).
Isabel Jeans falleció en Londres, Inglaterra, en 1985.

## Filmografía completa
| - 1917: The Profligate, de Meyrick Milton - 1921: Tilly of Bloomsbury, de Rex Wilson - 1925: The Rat, de Graham Cutts - 1926: The Triumph of the Rat, de Graham Cutts - 1926: Windsor Castle, de Maurice Elvey - 1927: Further Adventures of a Flag Officer, de W.P. Kellino - 1927: Downhill, de Alfred Hitchcock - 1928: Easy Virtue, de Alfred Hitchcock - 1929: The Return of the Rat, de Graham Cutts - 1929: Power over Man, de George J. Banfield - 1932: Sally Bishop, de T. Hayes Hunter - 1934: Rolling in Money, de Albert Parker - 1935: The Dictator, de Victor Saville - 1935: The Crouching Beast, de Victor Hanbury - 1937: Tovarich, de Anatole Litvak - 1938: Secrets of an Actress, de William Keighley | - 1938: Garden of the Moon, de Busby Berkeley - 1938: Youth takes a Fling, de Archie Mayo - 1938: Fools for Scandal, de Mervyn LeRoy y Bobby Connolly - 1938: Hard to Get, de Ray Enright - 1939: Good Girls go to Paris, de Alexander Hall - 1939: Man about Town, de Mark Sandrich - 1941: Suspicion, de Alfred Hitchcock - 1942: Banana Ridge, de Walter C. Mycroft - 1945: Great Day, de Lance Comfort - 1948: Elizabeth of Ladymead, de Herbert Wilcox - 1957: Souvenir d'Italie, de Antonio Pietrangeli - 1958: Gigi, de Vincente Minnelli - 1960: A Breath of Scandal, de Michael Curtiz - 1963: Heavens above!, de John Boulting y Roy Boulting - 1969: The Magic Christian, de Joseph McGrath |

## Teatro

### En Inglaterra (selección)
- 1909-1910: Pinkie and the Fairies, de Waldron Graham Robertson
- 1909-1910: Ricardo II, de William Shakespeare
- 1912-1913: Croesus, de Henry de Rothschild, con Gabrielle Dorziat
- 1912-1913: The Greatest Wish, de E. Temple Thurston
- 1913-1914: The Darling of the Gods, de David Belasco y John Luther Long, con Philip Merivale
- 1924-1925: The Rat, escenografía de Constance Collier, con Ivor Novello
- 1929-1930: The Man in Possession, de H.M. Harwood, escenografía y actuación de Raymond Massey
- 1936: The Happy Hypocrite[4]
- 1942-1943: Heartbreak House, de George Bernard Shaw, con Robert Donat, Edith Evans, Deborah Kerr y Amy Veness
- 1945-1946: El abanico de Lady Windermere, de Oscar Wilde, dirección de John Gielgud
- 1945-1946: 1066 - And All That, de Reginald Arkell, con Cathleen Nesbitt, Ivor Novello, Basil Radford, Michael Redgrave, Flora Robson, Torin Thatcher y Naunton Wayne
- 1949: La gaviota, de Antón Chéjov
- 1951: "Ardele", de Jean Anouilh
- 1952: The Vortex, de Noël Coward
- 1953: The Confidential Clerk, de  T.S. Eliot
- 1953: Una mujer sin importancia, de Oscar Wilde, con Clive Brook y Nora Swinburne
- 1959: The Double Dealer, de William Congreve
- 1968: La importancia de llamarse Ernesto, de Oscar Wilde[5][6]
- 1971-1972: Dear Antoine, de Jean Anouilh

### En Broadway
- 1915: The Man who married a Dumb Wife, de Anatole France, con Ernest Cossart
- 1915: El sueño de una noche de verano, de William Shakespeare, con Ernest Cossart
- 1931: The Man in Possession, de H.M. Harwood, con Leslie Banks
- 1948-1949: Make Way for Lucia,[1] de (y dirección) John Van Druten, a partir de Edward Frederic Benson, con Kurt Kasznar y Ivan F. Simpson